# Tom, Tom, the Piper's Son (film)

Tom, Tom, the Piper's Son est un film expérimental américain réalisé par Ken Jacobs en 1969, par remontage et transformation d'un court-métrage de 1905.

## Le film de 1905

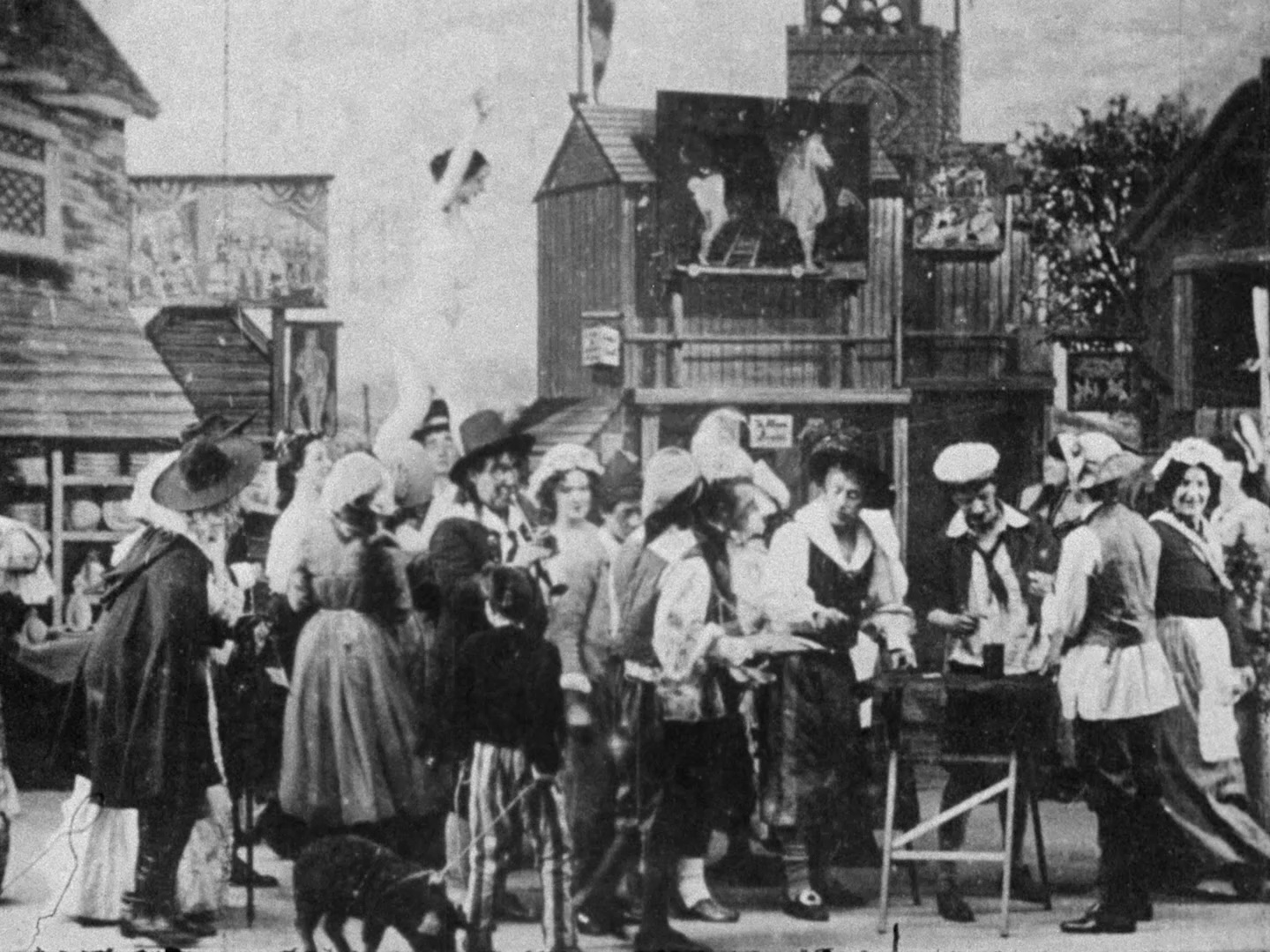
Le film de 1969 utilise le film de 1905 du même nom comme source.

Le film de 1905, d'une durée de 11 minutes, a été réalisé par Billy Bitzer, un futur collaborateur de D. W. Griffith. 
Dans une fête de village, un homme confie un cochon à un enfant pour participer à un jeu. Profitant d'un moment de confusion, Tom, le fils d'un musicien de rue, s'empare du cochon et s'enfuit. Une dizaine de personnes le poursuivent à travers plusieurs maisons, dans une cheminée, au sommet d'une échelle, à travers une barrière et une fenêtre, pour finalement retrouver Tom caché dans un puits. 
Il s'agit de l'adaptation d'une comptine pour enfants populaire, Tom, Tom, the Piper's Son (en), mais il ne présente pas les deux derniers moments de la comptine, à savoir que le cochon est mangé et Tom battu pour le vol qu'il a commis.

## Réalisation du film et contenu

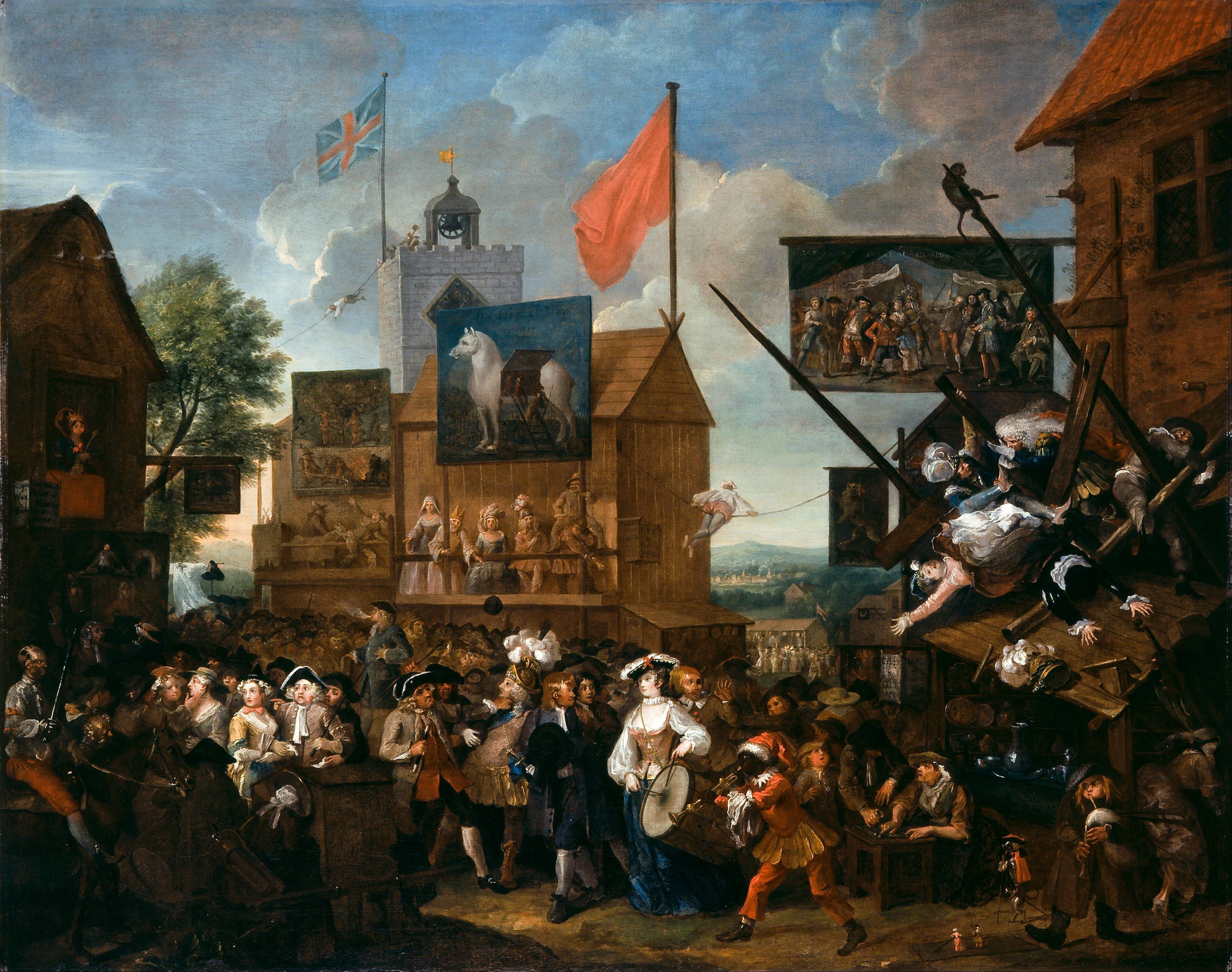
Le premier plan du film reproduit un tableau de William Hogarth, Southwark Fair ou La Foire de Southwark (1733).

Le court-métrage de 1905 a été retrouvé par Jacobs via une copie papier (en) déposée à des fins de droit d'auteur auprès de la Bibliothèque du Congrès.  
Le film de Jacobs est constitué de trois projections successives du court-métrage : entre deux projections intégrales au début et à la fin, le film est montré au moyen de multiples ralentis et zooms permettant d'attirer l’attention sur certains détails, ou parfois au point de rendre l'image illisible, portant la durée de l’ensemble du film à près de deux heures. Quelques inserts en couleurs ne provenant pas du court-métrage ont également été rajoutés.
Jacobs a réalisé ce film dans son petit appartement de Chambers Street à New York en 1969, puis a refilmé le négatif en 1971.

## Analyse
La refonte des images par Jacobs est une méditation essayiste sur la nature de la représentation cinématographique ; selon les mots du critique de Chicago Reader Fred Camper, c'est « un film sur le visionnage de films ».
Le film de Jacobs est une analyse approfondie du film de 1905 : explicitant la morphologie de l’image filmique, il extrait des fragments montrant des motifs privilégiés, des détails arbitraires mais aussi des événements du tournage tels que des regards-caméras.
Un zoom sur la main d'un acteur transforme l'image lisible en formes organiques mouvantes, dans une très longue séquence cherchant à déstabiliser le spectateur. Les inserts en couleur sont tournés avec la stabilité de l'image du cinéma actuel, rappelant au spectateur qu'il est en train de regarder un vieux film en noir et blanc dont l'image tremble. Jacobs se réfère également à l'ensemble de l'histoire de la peinture, ses plans emprutant aussi bien à Goya qu'à l'expressionnisme abstrait.
Tout à la fin, le film de 1905 est montré une seconde fois de manière intégrale, mais transformé dans la perception qu’en a le spectateur par tout ce qu’il a vu précédemment.

## Héritage
Le film est considéré comme un point de repère dans le cinéma d'avant-garde et structurel, et reste l'œuvre la plus connue de Jacobs. Il a été introduit dans le National Film Registry américain en 2007 et fait partie du répertoire « Essential Cinema » de l'Anthology Film Archives. 